# بول هاينيمان
بول هاينيمان هو أخصائي فطريات وعالم نبات بلجيكي، ولد في 1916، وتوفي في 18 يونيو 1996.